# Sovjetunionen i olympiska sommarspelen 1976
Sovjetunionen deltog i de olympiska sommarspelen 1976 i Montréal. Landet ställde upp med en trupp bestående av 410 deltagare, 285 män och 125 kvinnor, vilka deltog i 189 tävlingar i 22 sporter. Sovjetunionen slutade på första plats i medaljligan, med 49 guldmedaljer och 125 medaljer totalt.

## Medaljer
| Medalj | Namn | Sport          | Gren                            |
| ------ | --- | -------------- | ------------------------------- |
| 1      | Sovjetunionens damlandslag i basket | Basket         | Damernas turnering              |
| 1      | Vladimir Jumin | Brottning      | Bantamvikt, fristil             |
| 1      | Pavel Pinigin | Brottning      | Lättvikt, fristil               |
| 1      | Levan Tediasjvili | Brottning      | Lätt tungvikt, fristil          |
| 1      | Ivan Jarigin | Brottning      | Tungvikt, fristil               |
| 1      | Soslan Andijev | Brottning      | Supertungvikt, fristil          |
| 1      | Aleksej Sjumakov | Brottning      | Lätt flugvikt, grekisk-romersk  |
| 1      | Vitalij Konstantinov | Brottning      | Flugvikt, grekisk-romersk       |
| 1      | Suren Nalbandjan | Brottning      | Lättvikt, grekisk-romersk       |
| 1      | Anatolij Bijkov | Brottning      | Weltervikt, grekisk-romersk     |
| 1      | Valerij Rezantsev | Brottning      | Lätt tungvikt, grekisk-romersk  |
| 1      | Nikolaj Balbosjin | Brottning      | Tungvikt, grekisk-romersk       |
| 1      | Aleksandr Koltjinskij | Brottning      | Supertungvikt, grekisk-romersk  |
| 1      | Aavo Pikkuus Valerij Tjaplygin Anatolij Tjukanov Vladimir Kaminskij                                                                       | Cykling        | Herrarnas lagtempolopp          |
| 1      | Tatjana Kazankina | Friidrott      | Damernas 800 meter              |
| 1      | Tatjana Kazankina | Friidrott      | Damernas 1 500 meter            |
| 1      | Viktor Sanejev | Friidrott      | Herrarnas tresteg               |
| 1      | Jurij Sedych | Friidrott      | Herrarnas släggkastning         |
| 1      | Viktor Krovopuskov | Fäktning       | Herrarnas sabel                 |
| 1      | Viktor Krovopuskov Eduard Vinokurov Viktor Sidjak Vladimir Nazlymov Michail Burtsev                                                       | Fäktning       | Herrarnas lagtävling i sabel    |
| 1      | Jelena Novikova-Belova Olga Knjazeva Valentina Sidorova Nailja Giljazova Valentina Nikonova                                               | Fäktning       | Damernas lagtävling i florett   |
| 1      | Maria Filatova Svetlana Grozdova Nellie Kim Olga Korbut Elvira Saadi Ludmilla Turistjeva                                                  | Gymnastik      | Damernas lagmångkamp            |
| 1      | Nellie Kim | Gymnastik      | Damernas hopp                   |
| 1      | Nellie Kim | Gymnastik      | Damernas fristående             |
| 1      | Nikolaj Andrianov | Gymnastik      | Herrarnas individuella mångkamp |
| 1      | Nikolaj Andrianov | Gymnastik      | Herrarnas fristående            |
| 1      | Nikolaj Andrianov | Gymnastik      | Herrarnas ringar                |
| 1      | Nikolaj Andrianov | Gymnastik      | Herrarnas hopp                  |
| 1      | Sovjetunionens damlandslag i handboll | Handboll       | Damernas turnering              |
| 1      | Sovjetunionens herrlandslag i handboll | Handboll       | Herrarnas turnering             |
| 1      | Vladimir Nevzorov | Judo           | Halv mellanvikt                 |
| 1      | Serhij Novikov | Judo           | Tungvikt                        |
| 1      | Nina Gopova Galina Kreft | Kanotsport     | Damernas K-2 500 meter          |
| 1      | Aleksandr Rogov | Kanotsport     | Herrarnas C-1 500 meter         |
| 1      | Serhei Petrenko Aleksandr Vinogradov | Kanotsport     | Herrarnas C-2 500 meter         |
| 1      | Serhei Petrenko Aleksandr Vinogradov | Kanotsport     | Herrarnas C-2 1000 meter        |
| 1      | Serhij Nahoryj Vladimir Romanovskij | Kanotsport     | Herrarnas K-2 1000 meter        |
| 1      | Sergej Tjuchraj Aleksandr Degtiarjov Jurij Filatov Volodymyr Morozov                                                                      | Kanotsport     | Herrarnas K-4 1000 meter        |
| 1      | Vladimir Esjinov Nikolaj Ivanov Michail Kuznetsov Aleksandr Klepikov Aleksandr Lukjanov                                                   | Rodd           | Herrarnas fyra med styrman      |
| 1      | Jelena Vajtsechovskaja | Simhopp        | Damernas höga hopp              |
| 1      | Marina Kosjevaja | Simning        | Damernas 200 m bröstsim         |
| 1      | Aleksandr Gazov | Skytte         | 50 meter rörligt mål            |
| 1      | Aleksandr Voronin | Tyngdlyftning  | Herrarnas 52 kg                 |
| 1      | Nikolaj Kolesnikov | Tyngdlyftning  | Herrarnas 60 kg                 |
| 1      | Petro Korol | Tyngdlyftning  | Herrarnas 67,5 kg               |
| 1      | Valerij Shary | Tyngdlyftning  | Herrarnas 82,5 kg               |
| 1      | David Rigert | Tyngdlyftning  | Herrarnas 90 kg                 |
| 1      | Jurij Zaitsev | Tyngdlyftning  | Herrarnas 110 kg                |
| 1      | Vasilij Aleksejev | Tyngdlyftning  | Herrarnas +110 kg               |
| 2      | Rufat Riskijev | Boxning        | Mellanvikt                      |
| 2      | Roman Dmitrijev | Brottning      | Lätt flugvikt, fristil          |
| 2      | Aleksandr Ivanov | Brottning      | Flugvikt, fristil               |
| 2      | Viktor Novozjilov | Brottning      | Mellanvikt, fristil             |
| 2      | Nelson Davidjan | Brottning      | Fjädervikt, grekisk-romersk     |
| 2      | Vladimir Tjeboksarov | Brottning      | Mellanvikt, grekisk-romersk     |
| 2      | Valentina Kovpan | Bågskytte      | Damernas tävling                |
| 2      | Viktor Sokolov Vladimir Osokin Aleksandr Perov Vitalij Petrakov                                                                           | Cykling        | Herrarnas lagförföljelse        |
| 2      | Tatiana Anisimova | Friidrott      | Damernas 100 meter häck         |
| 2      | Nadezjda Tjizjova | Friidrott      | Damernas kulstötning            |
| 2      | Jevgenij Mironov | Friidrott      | Herrarnas kulstötning           |
| 2      | Aleksej Spiridonov | Friidrott      | Herrarnas släggkastning         |
| 2      | Aleksandr Romankov | Fäktning       | Herrarnas florett               |
| 2      | Vladimir Nazlymov | Fäktning       | Herrarnas sabel                 |
| 2      | Nellie Kim | Gymnastik      | Damernas individuella mångkamp  |
| 2      | Ludmilla Turistjeva | Gymnastik      | Damernas hopp                   |
| 2      | Olga Korbut | Gymnastik      | Damernas bom                    |
| 2      | Ludmilla Turistjeva | Gymnastik      | Damernas fristående             |
| 2      | Nikolaj Andrianov Aleksandr Ditiatin Gennadj Krysin Vladimir Martjenko Vladimir Markelov Vladimir Tichonov                                | Gymnastik      | Herrarnas lagmångkamp           |
| 2      | Vladimir Martjenko | Gymnastik      | Herrarnas fristående            |
| 2      | Aleksandr Ditiatin | Gymnastik      | Herrarnas ringar                |
| 2      | Nikolaj Andrianov | Gymnastik      | Herrarnas barr                  |
| 2      | Valerij Dvojnikov | Judo           | Mellanvikt                      |
| 2      | Ramaz Charsjiladze | Judo           | Halv tungvikt                   |
| 2      | Tatiana Korsjunova | Kanotsport     | Damernas K-1 500 meter          |
| 2      | Vasyl Jurtjenko | Kanotsport     | Herrarnas C-1 1000 meter        |
| 2      | Serhij Nahoryj Vladimir Romanovskij | Kanotsport     | Herrarnas K-2 500 meter         |
| 2      | Pavel Lednjov | Modern femkamp | Herrarnas individuella tävling  |
| 2      | Anna Kondrashina Mira Bryunina Larisa Alexandrova Galina Ermolaeva Nadezhda Chernysheva                                                   | Rodd           | Damernas scullerfyra            |
| 2      | Ljubov Talalaeva Nadezhda Roshchina Klavdija Koženkova Olena Zubko Olha Kolkova Nelli Tarakanova Nadija Rozhon Olha Huzenko Olha Puhovska | Rodd           | Damernas åtta med styrman       |
| 2      | Evgeni Duleev Jurij Yakimov Aivars Lazdenieks Vytautas Butkus                                                                             | Rodd           | Herrarnas scullerfyra           |
| 2      | Dmitrij Bechterev Jurij Shurkalov Jurij Lorentsson                                                                                        | Rodd           | Herrarnas tvåa med styrman      |
| 2      | Andrej Balasjov | Segling        | Finnjolle                       |
| 2      | Valentin Mankin Vladislav Akimenko | Segling        | Tempest                         |
| 2      | Ljubov Rusanova | Simning        | Damernas 100 m bröstsim         |
| 2      | Maryna Jurtjenja | Simning        | Damernas 200 m bröstsim         |
| 2      | Volodymyr Raskatov Andrej Bogdanov Sergej Kopljakov Andrej Krylov                                                                         | Simning        | Herrarnas 4 x 200 m frisim      |
| 2      | Aleksandr Kedjarov | Skytte         | 50 meter rörligt mål            |
| 2      | Vardan Militosjan | Tyngdlyftning  | Herrarnas 75 kg                 |
| 2      | Sovjetunionens damlandslag i volleyboll                                                                                                   | Volleyboll     | Damernas turnering              |
| 2      | Sovjetunionens herrlandslag i volleyboll                                                                                                  | Volleyboll     | Herrarnas turnering             |
| 3      | Sovjetunionens herrlandslag i basket | Basket         | Herrarnas turnering             |
| 3      | David Torosjan | Boxning        | Flugvikt                        |
| 3      | Viktor Rybakov | Boxning        | Bantamvikt                      |
| 3      | Vasilij Solomin | Boxning        | Lättvikt                        |
| 3      | Viktor Savtjenko | Boxning        | Lätt mellanvikt                 |
| 3      | Farhat Mustafin | Brottning      | Bantamvikt, grekisk-romersk     |
| 3      | Zebiniso Rustamova | Bågskytte      | Damernas tävling                |
| 3      | Sovjetunionens herrlandslag i fotboll | Fotboll        | Herrarnas turnering             |
| 3      | Natalja Lebedeva | Friidrott      | Damernas 100 meter häck         |
| 3      | Tetjana Skatjko | Friidrott      | Damernas längdhopp              |
| 3      | Tatjana Prorotjenko Ljudmila Maslakova Nadezjda Besfamilnaja Vera Anisimova                                                               | Friidrott      | Damernas 4 x 100 meter stafett  |
| 3      | Inta Kļimoviča Ljudmila Aksionova Natalja Sokolova Nadezjda Ilina                                                                         | Friidrott      | Damernas 4 x 400 meter stafett  |
| 3      | Lidija Alfejeva | Friidrott      | Damernas längdhopp              |
| 3      | Valerij Borzov | Friidrott      | Herrarnas 100 meter             |
| 3      | Jevgenij Gavrilenko | Friidrott      | Herrarnas 400 meter häck        |
| 3      | Aleksandr Aksinin Juris Silovs Nikolaj Kolesnikov Valerij Borzov                                                                          | Friidrott      | Herrarnas 4 x 100 meter stafett |
| 3      | Aleksandr Barysjnikov | Friidrott      | Herrarnas kulstötning           |
| 3      | Anatolij Bondartjuk | Friidrott      | Herrarnas släggkastning         |
| 3      | Nikolaj Avilov | Friidrott      | Herrarnas tiokamp               |
| 3      | Viktor Sidjak | Fäktning       | Herrarnas sabel                 |
| 3      | Jelena Novikova-Belova | Fäktning       | Damernas florett                |
| 3      | Ludmilla Turistjeva | Gymnastik      | Damernas individuella mångkamp  |
| 3      | Nikolaj Andrianov | Gymnastik      | Herrarnas bygelhäst             |
| 3      | Sjota Tjotjisjvili | Judo           | Öppen klass                     |
| 3      | Jelena Antonova | Rodd           | Damernas singelsculler          |
| 3      | Eleonora Kaminskaitė Genovaitė Ramoškienė                                                                                                 | Rodd           | Damernas dubbelsculler          |
| 3      | Nadezjda Sevostianova Ljudmila Krochina Galina Misjenina Anna Pasocha Lidija Krylova                                                      | Rodd           | Damernas fyra med styrman       |
| 3      | Raul Arnemann Nikolaj Kuznetsov Valerij Dolinin Anushavan Gasan-Dzhalalov                                                                 | Rodd           | Herrarnas fyra utan styrman     |
| 3      | Uladzimir Alejnik | Simhopp        | Herrarnas höga hopp             |
| 3      | Aleksandr Kosenkov | Simhopp        | Herrarnas svikthopp             |
| 3      | Marina Kosjevaja | Simning        | Damernas 100 m bröstsim         |
| 3      | Ljubov Rusanova | Simning        | Damernas 200 m bröstsim         |
| 3      | Volodymyr Raskatov | Simning        | Herrarnas 400 m frisim          |
| 3      | Arvidas Juozaitis | Simning        | Herrarnas 100 m bröstsim        |
| 3      | Andrej Smirnov | Simning        | Herrarnas 400 m medley          |
| 3      | Gennadij Lushchikov | Skytte         | 50 meter gevär, liggande        |

## Basket
Damer
| Klass | Guld | Silver | Brons |
| Damer | Sovjetunionen (URS) Olga Barysjeva Tamara Daunienė Natalja Klimova Tatiana Ovetjkina Angelė Rupšienė Nadjezjda Sjuvajeva Nadjezjda Zacharova Uljana Semjonova Raisa Kurvjakova Nelli Ferjabnikova Olga Sucharnova Tatiana Zacharova-Nadyrova | USA (USA) Cindy Brogdon Susan Rojcewicz Ann Meyers Lusia Harris Nancy Dunkle Charlotte Lewis Nancy Lieberman Gail Marquis Patricia Roberts Mary Anne O'Connor Patricia Head Julienne Simpson | Bulgarien (BUL) Krasimira Bogdanova Diana Dilova Krasimira Gyurova Penka Metodieva Snezhana Mikhaylova Girgina Skerlatova Mariya Stoyanova Margarita Shtarkelova Petkana Makaveeva Nadka Golcheva Penka Stoyanova Todorka Yordanova |

Herrar
Gruppspel
| Lag           | V | F | PF  | PA  | PD   | Poäng |
| ------------- | - | - | --- | --- | ---- | ----- |
| Sovjetunionen | 5 | 0 | 548 | 374 | +174 | 10    |
| Kanada        | 4 | 1 | 446 | 416 | +30  | 9     |
| Kuba          | 3 | 2 | 448 | 402 | +46  | 8     |
| Australien    | 2 | 3 | 472 | 481 | −9   | 7     |
| Mexiko        | 1 | 4 | 461 | 511 | −50  | 6     |
| Japan         | 0 | 5 | 364 | 555 | −191 | 5     |

Slutspel
|  | Semifinaler (26 juli) | Semifinaler (26 juli) | Semifinaler (26 juli) |  |  | Final (27 juli)      | Final (27 juli)      | Final (27 juli)      |
|  |                       |                       |                       |  |  |                      |                      |                      |
|  | A1                    | Sovjetunionen         | 84                    |  |  |                      |                      |                      |
|  | B2                    | Jugoslavien           | 89                    |  |  |                      |                      |                      |
|  |                       |                       |                       |  |  | B2                   | Jugoslavien          | 74                   |
|  |                       |                       |                       |  |  | B1                   | USA                  | 95                   |
|  | B1                    | USA                   | 95                    |  |  |                      |                      |                      |
|  | A2                    | Kanada                | 77                    |  |  | Bronsmatch (27 juli) | Bronsmatch (27 juli) | Bronsmatch (27 juli) |
|  |                       |                       |                       |  |  |                      |                      |                      |
|  |                       |                       |                       |  |  | A1                   | Sovjetunionen        | 100                  |
|  |                       |                       |                       |  |  | B2                   | Kanada               | 72                   |

## Boxning
Lätt flugvikt
- Aleksandr Tkatjenko
  1. Första omgången — Besegrade Eleoncio Mercedes (DOM), RSC-1
  2. Andra omgången — Förlorade mot Payao Pooltarat (THA), 2:3

Flugvikt
- David Torosian
  1. Första omgången — bye
  2. Andra omgången — Besegrade Hassen Sheriff (ETH), walk-over
  3. Tredje omgången — Besegrade Giovanni Camputaro (ITA), RSC-2
  4. Kvartsfinal — Besegrade Jong Jo-Ung (PRK), 5:0
  5. Semifinal — Förlorade mot Ramón Duvalón (CUB), DSQ-2 →  Brons

## Bågskytte
| Bågskytt           | Gren                   | Första rundan | Första rundan | Andra rundan | Andra rundan | Totalt | Totalt |
| Bågskytt           | Gren                   | Poäng         | Rank          | Poäng        | Rank         | Poäng  | Rank   |
| ------------------ | ---------------------- | ------------- | ------------- | ------------ | ------------ | ------ | ------ |
| Valentyna Kovpan   | Damernas individuella  | 1182          | 7             | 1278         | 2            | 2460   | 2      |
| Zebiniso Rustamova | Damernas individuella  | 1202          | 3             | 1205         | 7            | 2407   | 3      |
| Vladimir Chendarov | Herrarnas individuella | 1217          | 5             | 1250         | 4            | 2467   | 5      |

## Cykling
Herrarnas linjelopp
- Nikolaj Gorelov — 4:47:23 (→ 5:e plats)
- Aleksandr Averin — 4:49:01 (→ 17:e plats)
- Valerij Tjaplygin — 4:49:01 (→ 39:e plats)
- Aavo Pikkuus — 4:54:49 (→ 44:e plats)

Herrarnas lagtempo
- Anatolj Tjukanov
- Valerij Tjaplygin
- Vladimir Kaminsky
- Aavo Pikkuus

Herrarnas sprint
- Sergej Kravtsov — 7:e plats

Herrarnas tempolopp
- Eduard Rapp — DSQ (→ 30:e plats)

Herrarnas förföljelse
- Vladimir Osokin — 4:e plats

Herrarnas lagförföljelse
- Vladimir Osokin
- Aleksandr Perov
- Vitalj Petrakov
- Viktor Sokolov

## Fotboll
- Laguppställning:

Vladimir Astapovskj
Anatolj Konjkov
Viktor Matvijenko
Mjchailo Fomenko
Stefan Resjko
Vladimir Trosjkin
Davit Qipiani
Vladimir Onistjenko
Viktor Kolotov
Vladimir Veremeev
Oleh Blochin
Leonid Burjak
Vladimir Fjodorov
Aleksandr Minajev
Viktor Zvjagintsev
Leonid Nazarenko
Aleksandr Protjorov
- Gruppspel:[2]

| Lag           | S | V | O | F | GM | IM | MS | P |
| ------------- | - | - | - | - | -- | -- | -- | - |
| Sovjetunionen | 2 | 2 | 0 | 0 | 5  | 1  | +4 | 4 |
| Nordkorea     | 2 | 1 | 0 | 1 | 3  | 4  | −1 | 2 |
| Kanada        | 2 | 0 | 0 | 2 | 2  | 5  | −3 | 0 |

- Kvartsfinal:

|       | 25 juli | Sovjetunionen               | 2 – 1        | Iran                      | Municipal Stadium, Sherbrooke                      |                                                    |
| 12:00 | 12:00   | Minajev 40′ Zvjagintsev 67′ | Matchrapport | Ghelichkhani 82′ (straff) | Publik: 5 855 Domare: Guillermo Velasquez Colombia | Publik: 5 855 Domare: Guillermo Velasquez Colombia |
| 12:00 | 12:00   |                             |              |                           | Publik: 5 855 Domare: Guillermo Velasquez Colombia | Publik: 5 855 Domare: Guillermo Velasquez Colombia |
| 12:00 | 12:00   |                             |              |                           | Publik: 5 855 Domare: Guillermo Velasquez Colombia | Publik: 5 855 Domare: Guillermo Velasquez Colombia |

- Semifinal:

|       | 27 juli | Sovjetunionen        | 1 – 2        | Östtyskland                        | Stade Olympique, Montreal                            |                                                      |
| 12:00 | 12:00   | Kolotov 84′ (straff) | Matchrapport | Dörner 59′ (straff) Kurbjuweit 66′ | Publik: 57 182 Domare: Marco Antonio Dorantes Mexiko | Publik: 57 182 Domare: Marco Antonio Dorantes Mexiko |
| 12:00 | 12:00   |                      |              |                                    | Publik: 57 182 Domare: Marco Antonio Dorantes Mexiko | Publik: 57 182 Domare: Marco Antonio Dorantes Mexiko |
| 12:00 | 12:00   |                      |              |                                    | Publik: 57 182 Domare: Marco Antonio Dorantes Mexiko | Publik: 57 182 Domare: Marco Antonio Dorantes Mexiko |

- Bronsmatch:

|  | 29 juli | Sovjetunionen               | 2 – 0        | Brasilien | Stade Olympique, Montreal    |                              |
|  |         | Onistjenko 5′ Nazarenko 49′ | Matchrapport |           | Domare: Abraham Klein Israel | Domare: Abraham Klein Israel |
|  |         |                             |              |           | Domare: Abraham Klein Israel | Domare: Abraham Klein Israel |
|  |         |                             |              |           | Domare: Abraham Klein Israel | Domare: Abraham Klein Israel |

## Friidrott
Damer
Bana och väg
| Idrottare                                                          | Gren       | Heat     | Heat      | Kvartsfinal | Kvartsfinal | Semifinal        | Semifinal        | Final            | Final            |
| Idrottare                                                          | Gren       | Resultat | Placering | Resultat    | Placering   | Resultat         | Placering        | Resultat         | Placering        |
| ------------------------------------------------------------------ | ---------- | -------- | --------- | ----------- | ----------- | ---------------- | ---------------- | ---------------- | ---------------- |
| Ljudmila Maslakova                                                 | 100 m      | 11.30    | 2 Q       | 11.37       | 3 Q         | 11.34            | 5                | Gick inte vidare | Gick inte vidare |
| Vera Anisimova                                                     | 100 m      | 11.37    | 2 Q       | 11.47       | 4 Q         | 11.39            | 6                | Gick inte vidare | Gick inte vidare |
| Nadezjda Besfamilnaja                                              | 100 m      | 11.52    | 4 Q       | 11.63       | 5           | Gick inte vidare | Gick inte vidare | Gick inte vidare | Gick inte vidare |
| Tatjana Prorotjenko                                                | 200 m      | 23.21    | 2 Q       | 23.11       | 3 Q         | 23.03            | 4 Q              | 23.03            | 6                |
| Nadezjda Besfamilnaja                                              | 200 m      | 23.39    | 2 Q       | 23.48       | 4 Q         | 23.38            | 8                | Gick inte vidare | Gick inte vidare |
| Ljudmila Maslakova                                                 | 200 m      | 23.51    | 4 Q       | 23.63       | 5           | Gick inte vidare | Gick inte vidare | Gick inte vidare | Gick inte vidare |
| Nadezjda Iljina                                                    | 400 m      | 51.97    | 1 Q       | 51.32       | 2 Q         | 51.42            | 5                | Gick inte vidare | Gick inte vidare |
| Ljudmila Aksionova                                                 | 400 m      | 52.90    | 3 Q       | 51.73       | 4 Q         | 51.55            | 6                | Gick inte vidare | Gick inte vidare |
| Natalja Sokolova                                                   | 400 m      | 52.45    | 2 Q       | 51.63       | 1 Q         | 51.95            | 8                | Gick inte vidare | Gick inte vidare |
| Tatjana Kazankina                                                  | 800 m      | 2:00.15  | 1 Q       | i.u.        | i.u.        | 1:57.49          | 2 Q              | 1:54.94          | 1                |
| Svetlana Styrkina                                                  | 800 m      | 2:00.12  | 1 Q       | i.u.        | i.u.        | 1:57.28          | 1 Q              | 1:56.44          | 5                |
| Valentina Gerasimova                                               | 800 m      | 1:59.68  | 2 Q       | i.u.        | i.u.        | 2:01.00          | 6                | Gick inte vidare | Gick inte vidare |
| Tatiana Kazankina                                                  | 1 500 m    | 4:12.10  | 2 Q       | i.u.        | i.u.        | 4:07.37          | 1 Q              | 4:05.48          | 1                |
| Ljudmila Bragina                                                   | 1 500 m    | 4:07.11  | 1 Q       | i.u.        | i.u.        | 4:02.41          | 3 Q              | 4:07.20          | 5                |
| Raisa Smechnova                                                    | 1 500 m    | 4:10.88  | 2 Q       | i.u.        | i.u.        | 4:03.20          | 6                | Gick inte vidare | Gick inte vidare |
| Tatiana Anisimova                                                  | 100 m häck | 12.98    | 1 Q       | i.u.        | i.u.        | 13.08            | 1 Q              | 12.78            | 2                |
| Natalja Lebedeva                                                   | 100 m häck | 12.94    | 1 Q       | i.u.        | i.u.        | 13.03            | 3 Q              | 12.80            | 3                |
| Ljubov Kononova                                                    | 100 m häck | 13.36    | 3 Q       | i.u.        | i.u.        | DQ               | DQ               | Gick inte vidare | Gick inte vidare |
| Vera Komisova Ljudmila Maslakova Vera Anisimova Natalja Botjina    | 4 x 100 m  | 43.33    | 2 Q       | i.u.        | i.u.        | i.u.             | i.u.             | 43.09            | 3                |
| Inta Kļimoviča Ljudmila Aksionova Natalja Sokolova Nadezjda Iljina | 4 x 400 m  | 3:24.54  | 1 Q       | i.u.        | i.u.        | i.u.             | i.u.             | 3:24.24          | 3                |

Fältgrenar
| Idrottare             | Gren           | Kval  | Kval      | Final            | Final            |
| Idrottare             | Gren           | Längd | Placering | Längd            | Placering        |
| --------------------- | -------------- | ----- | --------- | ---------------- | ---------------- |
| Tatjana Schljachto    | Höjdhopp       | 1.80  | 4 Q       | 1.87             | 6                |
| Galina Filatova       | Höjdhopp       | 1.80  | 2 Q       | 1.84             | 12               |
| Nadezjda Marinenko    | Höjdhopp       | 1.70  | 27        | Gick inte vidare | Gick inte vidare |
| Lidija Alfejeva       | Längdhopp      | 6.54  | 1 Q       | 6.60             | 3                |
| Ljudmila Borsuk       | Längdhopp      | 5.98  | 23        | Gick inte vidare | Gick inte vidare |
| Nadezjda Tjizjova     | Kulstötning    | i.u.  | i.u.      | 20.96            | 2                |
| Svetlana Kratjevskaja | Kulstötning    | i.u.  | i.u.      | 18.36            | 9                |
| Faina Melnik          | Kulstötning    | i.u.  | i.u.      | 18.07            | 10               |
| Faina Melnik          | Diskuskastning | 63.74 | 2 Q       | 66.40            | 4                |
| Natalja Gorbatsjova   | Diskuskastning | 59.84 | 6 Q       | 63.46            | 8                |
| Olga Andrianova       | Diskuskastning | 58.66 | 8 Q       | 60.80            | 10               |
| Svetlana Babich       | Spjutkastning  | 56.82 | 8 Q       | 59.42            | 6                |
| Nadezjda Jakubovitj   | Spjutkastning  | 56.56 | 10 Q      | 59.16            | 7                |

Kombinerade grenar – femkamp
| Idrottare           | Gren     | 100H  | HJ   | SP    | LJ   | 200 m | Final | Placering |
| ------------------- | -------- | ----- | ---- | ----- | ---- | ----- | ----- | --------- |
| Ljudmila Popovskaja | Resultat | 13.33 | 1.74 | 15.02 | 6.19 | 24.10 | 4700  | 4         |
| Ljudmila Popovskaja | Poäng    | 955   | 974  | 896   | 947  | 928   | 4700  | 4         |
| Nadija Tkatjenko    | Resultat | 13.41 | 1.80 | 14.90 | 6.08 | 24.61 | 4669  | 5         |
| Nadija Tkatjenko    | Poäng    | 944   | 1031 | 889   | 924  | 881   | 4669  | 5         |
| Tatjana Vorokhobko  | Resultat | 13.31 | 1.74 | 13.08 | 4.97 | 24.85 | 4245  | 14        |
| Tatjana Vorokhobko  | Poäng    | 957   | 974  | 785   | 669  | 860   | 4245  | 14        |

Herrar
Bana och väg
| Idrottare                                                               | Gren       | Heat     | Heat      | Kvartsfinal | Kvartsfinal | Semifinal        | Semifinal        | Final            | Final            |
| Idrottare                                                               | Gren       | Resultat | Placering | Resultat    | Placering   | Resultat         | Placering        | Resultat         | Placering        |
| ----------------------------------------------------------------------- | ---------- | -------- | --------- | ----------- | ----------- | ---------------- | ---------------- | ---------------- | ---------------- |
| Valerij Borzov                                                          | 100 m      | 10.53    | 2 Q       | 10.39       | 2 Q         | 10.30            | 2 Q              | 10.14            | 3                |
| Aleksandr Aksinin                                                       | 100 m      | 10.60    | 3 Q       | 10.55       | 4 Q         | 10.50            | 7                | Gick inte vidare | Gick inte vidare |
| Juris Silovs                                                            | 100 m      | 10.70    | 3 Q       | DNS         | DNS         | Gick inte vidare | Gick inte vidare | Gick inte vidare | Gick inte vidare |
| Nikolaj Kolesnikov                                                      | 200 m      | 21.33    | 4 Q       | 21.08       | 4 Q         | 21.25            | 7                | Gick inte vidare | Gick inte vidare |
| Viktor Anochin                                                          | 800 m      | 1:46.81  | 6 Q       | i.u.        | i.u.        | 1:47.71          | 1 Q              | Gick inte vidare | Gick inte vidare |
| Vladimir Ponomarjov                                                     | 800 m      | 1:48.59  | 3         | i.u.        | i.u.        | Gick inte vidare | Gick inte vidare | Gick inte vidare | Gick inte vidare |
| Enn Sellik                                                              | 5 000 m    | 13:20.81 | 4 Q       | i.u.        | i.u.        | i.u.             | i.u.             | 13:36.72         | 11               |
| Boris Kuznetsov                                                         | 5 000 m    | 13:32.78 | 3 Q       | i.u.        | i.u.        | i.u.             | i.u.             | DNF              | DNF              |
| Leonid Mosejev                                                          | Maraton    | i.u.     | i.u.      | i.u.        | i.u.        | i.u.             | i.u.             | 2:13:33.4        | 7                |
| Alexander Gotskij                                                       | Maraton    | i.u.     | i.u.      | i.u.        | i.u.        | i.u.             | i.u.             | 2:15:34.0        | 9                |
| Jurij Velikorodnij                                                      | Maraton    | i.u.     | i.u.      | i.u.        | i.u.        | i.u.             | i.u.             | 2:19:45.6        | 24               |
| Vjatjeslav Kulebjakin                                                   | 110 m häck | 13.99    | 3 Q       | i.u.        | i.u.        | 13.59            | 4 Q              | 13.93            | 7                |
| Viktor Mjasnikov                                                        | 110 m häck | 13.81    | 2 Q       | i.u.        | i.u.        | 13.70            | 3 Q              | 13.94            | 8                |
| Jevgenij Gavrilenko                                                     | 400 m häck | 50.93    | 2 Q       | i.u.        | i.u.        | 49.73            | 2 Q              | 49.45            | 3                |
| Dmitrij Stukalov                                                        | 400 m häck | 50.78    | 3 Q       | i.u.        | i.u.        | 50.47            | 5                | Gick inte vidare | Gick inte vidare |
| Aleksandr Aksinin Juris Silovs Nikolaj Kolesnikov Valerij Borzov        | 4 x 100 m  | 39.98    | 3 Q       | 39.36       | 3 Q         | i.u.             | i.u.             | 38.78            | 3                |
| Dmitrij Stukalov Vladimir Ponomarjov Victor Anochin Jevgenij Gavrilenko | 4 x 400 m  | 3:07.72  | 6         | i.u.        | i.u.        | i.u.             | i.u.             | Gick inte vidare | Gick inte vidare |
| Volodimir Holubnitji                                                    | 50 km gång | i.u.     | i.u.      | i.u.        | i.u.        | i.u.             | i.u.             | 1:29:24.6        | 7                |
| Otto Barch                                                              | 50 km gång | i.u.     | i.u.      | i.u.        | i.u.        | i.u.             | i.u.             | 1:31:12.4        | 13               |
| Viktor Semjonov                                                         | 50 km gång | i.u.     | i.u.      | i.u.        | i.u.        | i.u.             | i.u.             | 1:31:59.0        | 15               |

Fältgrenar
| Idrottare             | Gren           | Kval  | Kval      | Final            | Final            |
| Idrottare             | Gren           | Längd | Placering | Längd            | Placering        |
| --------------------- | -------------- | ----- | --------- | ---------------- | ---------------- |
| Valerij Podluzjnij    | Längdhopp      | 7.90  | 4 Q       | 7.88             | 7                |
| Aleksej Pereverzev    | Längdhopp      | 7.78  | 10 Q      | 7.66             | 10               |
| Tõnu Lepik            | Längdhopp      | 7.49  | 20        | Gick inte vidare | Gick inte vidare |
| Viktor Sanejev        | Tresteg        | 16.77 | 2 Q       | 17.29            | 1                |
| Valentj Sjevtjenko    | Tresteg        | 16.15 | 15        | Gick inte vidare | Gick inte vidare |
| Sergej Budalov        | Höjdhopp       | 2.16  | 5 Q       | 2.21             | 4                |
| Sergej Senjukov       | Höjdhopp       | 2.16  | 3 Q       | 2.18             | 5                |
| Jurij Prochorenko     | Stavhopp       | 5.10  | 1 Q       | 5.25             | 10               |
| Vladimir Kishkun      | Stavhopp       | 5.10  | 16 Q      | 5.20             | 13               |
| Jurij Isakov          | Stavhopp       | NH    | NH        | Gick inte vidare | Gick inte vidare |
| Jevgenij Mironov      | Kulstötning    | 20.26 | 4 Q       | 21.03            | 2                |
| Aleksandr Barysjnikov | Kulstötning    | 21.32 | 1 Q       | 21.00            | 3                |
| Nikolaj Vikhor        | Diskuskastning | 57.50 | 21        | Gick inte vidare | Gick inte vidare |
| Vasyl Jersjov         | Spjutkastning  | 85.68 | 5 Q       | 85.26            | 6                |
| Jānis Lūsis           | Spjutkastning  | 82.08 | 10 Q      | 80.26            | 8                |
| Jurij Sedych          | Släggkastning  | 71.46 | 2 Q       | 77.52            | 1                |
| Aleksej Spiridonov    | Släggkastning  | 70.64 | 8 Q       | 76.08            | 2                |
| Anatolij Bondartjuk   | Släggkastning  | 71.08 | 3 Q       | 75.48            | 3                |

Kombinerade grenar – tiokamp
| Idrottare           | Gren     | 100 m | LJ   | SP    | HJ   | 400 m | 110H  | DT    | PV   | JT    | 1500 m  | Final | Placering |
| ------------------- | -------- | ----- | ---- | ----- | ---- | ----- | ----- | ----- | ---- | ----- | ------- | ----- | --------- |
| Nikolaj Avilov      | Resultat | 11.23 | 7.52 | 14.81 | 2.14 | 48.16 | 14.20 | 45.60 | 4.45 | 62.28 | 4:26.26 | 8369  | 3         |
| Nikolaj Avilov      | Poäng    | 749   | 925  | 777   | 975  | 889   | 939   | 792   | 920  | 789   | 614     | 8369  | 3         |
| Leonid Lytvynenko   | Resultat | 11.12 | 6.92 | 14.20 | 1.91 | 48.44 | 14.71 | 46.62 | 4.60 | 53.66 | 4:11.41 | 8025  | 7         |
| Leonid Lytvynenko   | Poäng    | 775   | 804  | 740   | 779  | 880   | 880   | 805   | 957  | 681   | 724     | 8025  | 7         |
| Aleksandr Grebeniuk | Resultat | 11.10 | 6.53 | 14.69 | 1.97 | 49.21 | 15.05 | 47.16 | 4.00 | 68.42 | 4:39.62 | 7803  | 9         |
| Aleksandr Grebeniuk | Poäng    | 780   | 721  | 770   | 831  | 842   | 843   | 821   | 807  | 861   | 527     | 7803  | 9         |

## Fäktning
Herrarnas florett
- Aleksandr Romankov
- Vasyl Stankovjtj
- Vladimir Denisov

Herrarnas lagtävling i värja
- Sabirzjan Ruzijev, Aleksandr Romankov, Vladimir Denisov, Vasyl Stankovjtj

Herrarnas värja
- Boris Lukomsky
- Aleksandr Bykov
- Aleksandr Abusjachmetov

Herrarnas lagtävling i florett
- Aleksandr Abusjachmetov, Viktor Modzalevskij, Vasyl Stankovjtj, Aleksandr Bykov, Boris Lukomsky

Herrarnas sabel
- Viktor Krovopuskov
- Vladimir Nazljmov
- Viktor Sidjak

Herrarnas lagtävling i sabel
- Viktor Sidjak, Vladimir Nazljmov, Viktor Krovopuskov, Michail Burtsev, Eduard Vinokurov

Damernas florett
- Jelena Novikova-Belova
- Valentina Sidorova
- Olga Knjazeva

Damernas lagtävling i florett
- Jelena Novikova-Belova, Valentina Sidorova, Olga Knjazeva, Nailja Giljazova, Valentina Nikonova

## Handboll
Damer
| Nr | Lag           | S | V | O | F | GM | IM  | MS  | P  |
| -- | ------------- | - | - | - | - | -- | --- | --- | -- |
| 1  | Sovjetunionen | 5 | 5 | 0 | 0 | 92 | 40  | +52 | 15 |
| 2  | Östtyskland   | 5 | 3 | 1 | 1 | 89 | 47  | +42 | 10 |
| 3  | Ungern        | 5 | 3 | 1 | 1 | 85 | 55  | +30 | 10 |
| 4  | Rumänien      | 5 | 2 | 0 | 3 | 73 | 83  | −10 | 6  |
| 5  | Japan         | 5 | 1 | 0 | 4 | 72 | 115 | −43 | 3  |
| 6  | Kanada        | 5 | 0 | 0 | 5 | 35 | 106 | −71 | 0  |

| Hemma \ Borta | Sovjetunionen | Östtyskland | Ungern | Rumänien | Japan | Turkiet |
| Sovjetunionen | —             | 14-11       | 12-9   | 14-8     | 31-9  | 21-3    |
| Östtyskland   | 11-14         | —           | 7-7    | 18-12    | 24-10 | 29-4    |
| Ungern        | 9-12          | 7-7         | —      | 20-15    | 25-18 | 24-3    |
| Rumänien      | 8-14          | 12-18       | 15-20  | —        | 21-20 | 18-11   |
| Japan         | 9-31          | 10-24       | 18-25  | 20-21    | —     | 15-14   |
| Kanada        | 3-21          | 4-29        | 3-24   | 11-17    | 14-15 | —       |

Herrar
| Nr | Lag           | S | V | O | F | GM  | IM  | MS  | P  |
| -- | ------------- | - | - | - | - | --- | --- | --- | -- |
| 1  | Sovjetunionen | 5 | 4 | 0 | 1 | 111 | 77  | +34 | 12 |
| 2  | Västtyskland  | 5 | 4 | 0 | 1 | 97  | 76  | +21 | 12 |
| 3  | Jugoslavien   | 5 | 4 | 0 | 1 | 110 | 93  | +17 | 12 |
| 4  | Danmark       | 5 | 2 | 0 | 3 | 92  | 102 | −10 | 6  |
| 5  | Japan         | 5 | 1 | 0 | 4 | 96  | 111 | −15 | 3  |
| 6  | Kanada        | 5 | 0 | 0 | 5 | 75  | 122 | −47 | 0  |

| Hemma \ Borta | Sovjetunionen | Västtyskland | Socialistiska federativa republiken Jugoslavien | Danmark | Japan | Turkiet |
| Sovjetunionen | —             | 18-16        | 18-20                                           | 24-16   | 26-16 | 25-9    |
| Västtyskland  | 16-18         | —            | 18-17                                           | 18-14   | 19-16 | 26-11   |
| Jugoslavien   | 20-18         | 17-18        | —                                               | 25-17   | 26-22 | 22-18   |
| Danmark       | 16-24         | 14-18        | 16-24                                           | —       | 21-17 | 24-18   |
| Japan         | 16-26         | 16-19        | 22-26                                           | 14-21   | —     | 25-19   |
| Kanada        | 9-25          | 11-26        | 18-22                                           | 18-24   | 19-25 | —       |

## Kanotsport
Kanadensare:
| Kanotist                             | Gren                  | Heat    | Heat      | Semifinal | Semifinal | Final   | Final     |
| Kanotist                             | Gren                  | Tid     | Placering | Tid       | Placering | Tid     | Placering |
| ------------------------------------ | --------------------- | ------- | --------- | --------- | --------- | ------- | --------- |
| Aleksandr Rogov                      | Herrarnas C-1 500 m   | 2:12.77 | 5         | 2:06.83   | 2 Q       | 1:59.23 | 1         |
| Vasyl Jurtjenko                      | Herrarnas C-1 1 000 m | 4:20.44 | 1 Q       | 4:12.36   | 1 Q       | 4:12.36 | 2         |
| Serhei Petrenko Aleksandr Vinogradov | Herrarnas C-2 500 m   | 1:58.22 | 1 Q       | 1:49.29   | 1 Q       | 1:45.81 | 1         |
| Serhei Petrenko Aleksandr Vinogradov | Herrarnas C-2 1 000 m | 3:47.62 | 1 Q       | 3:57.32   | 1 Q       | 3:52.76 | 1         |

Kajak:
| Kanotist                                                             | Gren                  | Heat    | Heat      | Semifinal | Semifinal | Final   | Final     |
| Kanotist                                                             | Gren                  | Tid     | Placering | Tid       | Placering | Tid     | Placering |
| -------------------------------------------------------------------- | --------------------- | ------- | --------- | --------- | --------- | ------- | --------- |
| Tatiana Korsjunova                                                   | Damernas K1 500 m     | 2:11.58 | 1 Q       | 2:07.90   | 1 Q       | 2:03.07 | 2         |
| Galina Kreft Nina Gopova                                             | Damernas K2 500 m     | 1:57.49 | 1 Q       | 1:54.70   | 1 Q       | 1:51.15 | 1         |
| Sergej Lizunov                                                       | Herrarnas K-1 500 m   | 1:54.47 | 2 Q       | 1:52.38   | 1 Q       | 1:49.21 | 6         |
| Aleksandr Sjaparenko                                                 | Herrarnas K-1 1 000 m | 3:54.32 | 1 Q       | 3:45.30   | 2 Q       | 3:51.45 | 5         |
| Serhij Nahoryj Vladimir Romanovskij                                  | Herrarnas K2 500 m    | 1:40.23 | 2 Q       | 1:38.65   | 1 Q       | 1:36.81 | 2         |
| Serhij Nahoryj Vladimir Romanovskij                                  | Herrarnas K2 1000 m   | 3:31.11 | 2 Q       | 3:27.23   | 2 Q       | 3:29.01 | 1         |
| Sergej Tjuchraj Aleksandr Degtiarjov Jurij Filatov Volodymyr Morozov | Herrarnas K4 1000 m   | 3:08.46 | 2 Q       | 3:12.52   | 1 Q       | 3:08.69 | 1         |

## Modern femkamp
Individuellt
- Pavel Lednjov
- Boris Mosolov
- Borys Onjsjtjenko

Lagtävling
- Pavel Lednjov
- Boris Mosolov
- Borys Onjsjtjenko

## Simhopp
Elva deltagare representerade Sovjetunionen i simhoppet, de deltog i alla fyra grenarna. Totalt tog de tre medaljer, ett guld och två brons.
Damernas 3 m
- Olga Dmitrijeva
  - Kval - 447.33 poäng (4:e plats)
  - Final - 432.24 poäng (6:e plats)
- Irina Kalinina
  - Kval - 434.28 poäng (8:e plats)
  - Final - 417.99 poäng (7:e plats)
- Tatjana Podmareva
  - Kval - 387.39 poäng (16:e plats)
  - Final - gick inte vidare

Damernas 10 m
- Jelena Vajtsechovskaja
  - Kval - 370.05 poäng (6:e plats)
  - Final - 406.59 poäng ( Guld)
- Irina Kalinina
  - Kval - 408.63 poäng (2:a plats)
  - Final - 398.67 poäng (4:e plats)
- Tatjana Volynkina
  - Kval - 333.33 poäng (12:e plats)
  - Final - gick inte vidare

Herrarnas 3 m
- Aleksandr Kosenkov
  - Kval - 557.52 poäng (5:e plats)
  - Final - 567.24 poäng ( Brons)
- Boris Kozlov
  - Kval - 516.42 poäng (11:e plats)
  - Final - gick inte vidare
- Vjatjeslav Strachov
  - Kval - 510.63 poäng (12:e plats)
  - Final - gick inte vidare

Herrarnas 10 m
- Uladzimir Alejnik
  - Kval - 526.83 poäng (6:e plats)
  - Final - 548.61 poäng ( Brons)
- Davit Hambardzumjan
  - Kval - 532.89 poäng (5:e plats)
  - Final - 516.21 poäng (7:e plats)
- Sergej Nemtsanov
  - Kval - 502.26 poäng (9:e plats)
  - Final - gick inte vidare

## Tyngdlyftning
Nio tyngdlyftare i åtta viktklasser tävlade för Sovjetunionen i sommarspelen 1976.
| Tävlande            | Viktklass | Ryck  | Stöt  | Total | Placering |
| ------------------- | --------- | ----- | ----- | ----- | --------- |
| Aleksandr Voronin   | 52 kg     | 105,0 | 137,5 | 242,5 | 1         |
| Nikolaj Kolesnikov  | 60 kg     | 125,0 | 160,0 | 285,0 | 1         |
| Petro Korol         | 67,5 kg   | 135,0 | 170,0 | 305,0 | 1         |
| Vardan Militosjan   | 75 kg     | 145,0 | 185,0 | 330,0 | 2         |
| Valerij Shary       | 82,5 kg   | 162,5 | 202,5 | 365,0 | 1         |
| David Rigert        | 90 kg     | 170,0 | 212,5 | 382,5 | 1         |
| Serhij Poltoratskij | 90 kg     | 0     | -     | 0     | DNF       |
| Jurij Zaitsev       | 110 kg    | 165,0 | 220,0 | 385,0 | 1         |
| Vasilij Aleksejev   | +110 kg   | 185,0 | 255,0 | 440,0 | 1         |

## Volleyboll

### Damernas turnering
- Laguppställning[5]:

Larisa Bergen
Liudmila Chernishova
Olga Kozakova
Natalja Kushnir
Nina Muradyan
Lilija Osadchaja
Anna Rostova
Ljubov Rudovskaja
Inna Ryskal
Ljudmila Shchetinina
Nina Smoleeva
Zoya Yusova
- Gruppspel[6]:

| Lag           | S | V | O | F | GM  | IM  | MS  | P |
| ------------- | - | - | - | - | --- | --- | --- | - |
| Sovjetunionen | 3 | 3 | 0 | 0 | 186 | 137 | +49 | 6 |
| Sydkorea      | 3 | 2 | 0 | 1 | 179 | 171 | +8  | 4 |
| Kuba          | 3 | 1 | 0 | 2 | 150 | 168 | −18 | 2 |
| Östtyskland   | 3 | 0 | 0 | 3 | 144 | 183 | −39 | 0 |

- Semifinal[7]:

| 29 juli | Sovjetunionen | 3 - 0             | Ungern | Montreal Forum |
| 29 juli | 15            | Set 1 Set 2 Set 3 | 10 9   | Montreal Forum |

- Final[8]:

| 30 juli | Japan | 3 - 0             | Sovjetunionen | Montreal Forum |
| 30 juli | 15    | Set 1 Set 2 Set 3 | 7 8 2         | Montreal Forum |

### Herrarnas turnering
- Laguppställning[5]:

Vladimir Chernishov
Yefim Chulak
Vladimir Dorokhov
Aleksandr Ermilov
Vladimir Kondra
Oleh Molyboha
Anatolij Polishchuk
Aleksandr Savin
Pāvels Seļivanovs
Jurij Starunskij
Vladimir Ulanov
Vjatjeslav Zaitsev
- Gruppspel[9]:

| Lag           | S | V | O | F | GM  | IM  | MS  | P |
| ------------- | - | - | - | - | --- | --- | --- | - |
| Sovjetunionen | 4 | 4 | 0 | 0 | 135 | 63  | +72 | 8 |
| Japan         | 4 | 3 | 0 | 1 | 118 | 89  | +29 | 6 |
| Brasilien     | 4 | 2 | 0 | 2 | 176 | 176 | 0   | 4 |
| Italien       | 4 | 1 | 0 | 3 | 81  | 158 | −77 | 2 |
| Egypten       | 4 | 0 | 0 | 4 | 34  | 58  | −24 | 0 |

- Semifinal[10]:

| 29 juli | Kuba   | 0 - 3             | Sovjetunionen | Montreal Forum |
| 29 juli | 12 7 8 | Set 1 Set 2 Set 3 | 15            | Montreal Forum |

- Final[11]:

| 30 juli | Sovjetunionen | 2 - 3                         | Polen          | Montreal Forum |
| 30 juli | 15 13 15 17 7 | Set 1 Set 2 Set 3 Set 4 Set 5 | 11 15 12 19 15 | Montreal Forum |